# Centre de Flacq
Centre de Flacq, communément appelé Flacq, est une agglomération de taille moyenne située à l’est de l’île Maurice dans le district de Flacq. Le village est le centre administratif du plus grand district de l’île.

## Géographie et Administration
Le village se trouve sur une plaine surélevée par rapport au niveau de la mer et est traversé par la rivière Cerné. Plusieurs agglomérations de petite taille ont fusionné au village principal pour couvrir une vaste superficie. Les banlieues de Centre de Flacq sont Riche Mare, Boulet Rouge, Boulet Blanc, Camp Garou, La Source, Cité Argy, Mare Dipuis entre autres. Le tout est géré par un conseil de village qui est renouvelé par suffrage universel tous les cinq ans. Les dernières élections en date eurent lieu en décembre 2005. Bien qu’ayant toutes les caractéristiques d’une ville, Centre de Flacq n’en a pas le statut. La loi sur les administrations générales datant d’avant l’indépendance de l’île en 1968, ne reconnait que cinq municipalités. Il fut un temps question de modifier cette loi pour ériger les gros villages tels que Flacq au rang de municipalité, mais cette loi fut rangée au placard lors du dernier changement de régime gouvernemental (2005). 
La population du village était d’environ 17 800 personnes en 2006. La partie active de cette population travaille dans les secteurs manufacturier et des services de la région. Les zones industrielles de textile emploient beaucoup de femmes et aussi d’hommes. Les centres commerciaux et l’industrie de la restauration sont aussi employeurs des Flacquois(es). 
L’hôpital régional, le tribunal de district, la gare routière du district et le service des pompes sont situés à Flacq. Les banques y ont leurs succursales régionales et les meilleures institutions du secondaire publiques et privées de l’est y sont situées, ainsi que le stade d’athlétisme régional Auguste Volaire. Tous ces atouts font du village le centre névralgique de la région.

## Éducation secondaire
Jusqu'à récemment Flacq abritait les seuls collèges secondaires de l’est. Il existe trois catégories d’établissement d’éducation secondaire dans la république de Maurice : le public, le privé qui reçoit des subventions du gouvernement et le privé payant. Il y a deux collèges publics, l’un réservé pour les filles et l’autre pour garçons à Centre de Flacq. Ces collèges sont en concurrence avec ceux du privé et on peut observer des rivalités folkloriques lors des compétitions de sport au niveau régional.

## Cultes
À noter la présence de l’église catholique Sainte-Ursule en centre ville, ainsi que des mosquées et les temples hindous à Camp Garou et Argy. Le temple adventiste se trouve à Boulet Rouge. La paroisse de Flacq comprend les régions limitrophes de Flacq, dont Saint-Julien d’Hotman, Bonne-Mère et Quatre Cocos.